# Koninklijke Fanfare Brass Band Kempenzonen
De Koninklijke Fanfare Brass Band "Kempenzonen", Tielen is een muziekvereniging uit Tielen, die opgericht werd op 22 september 1878.

## Geschiedenis

### Algemene Geschiedenis
Sinds de oprichting werd het fanfareorkest verder opgebouwd en uitgebreid. Een afdeling van de "Kempenzonen" was als toneelbond bezig en daaruit kwamen de belangrijkste inkomsten van de fanfare in de eerste zeventig jaren. Naast de festivals en muziekfeesten in de regio werden in de laatste decennia ook concertreizen naar het buitenland, bijvoorbeeld naar Spanje, Finland, Nederland, Engeland, Duitsland en Frankrijk gemaakt. Sinds het midden van de jaren 1970 werd er voor een geschoolde dirigent geopteerd. Van 1976 tot 1995 was Eddy Avonds de succesrijke dirigent van het fanfareorkest. Hij zorgde in die tijd voor een kwalitatieve en kwantitatieve verbetering van het orkest en vormde de fanfare om tot twee brassbands en een drumband.
Ter gelegenheid van de viering van het 120-jarig bestaan in 1998 werd er een boek met de geschiedenis met circa 250 pagina's Fanfare De Kempenzonen ... het muzikale hart van Tielen gepubliceerd.
Anno 2024 is de fanfare gegroeid tot een hechte groep van 97 muzikanten, verspreid over 3 orkesten:
- een brassband (Brassband Kempenzonen - BBK)
- een jeugdbrassband (Jeugdbrassband Kempenzonen – JBBK)
- een slagwerkorkest (DrumTeam Kempenzonen - DTK)

### Voorzitters
- 1981 - 1987 Staf Coveliers
- 1987 - 2006 Joris Theeuws
- 2006 - 2015 Marc Nuyts
- 2015 - heden Ilse Roes

### Dirigenten

#### Brassband (BBK)
- 1878 - ? Alfons Van Nooten (de eerste dirigent)
- ? - 1921 Casimir Van Ballaer (de negende dirigent)
- 1921 - 1935 Z.E.H. Kanunnik Henricus Gevers
- 1935 - 1970 Jozef Theeuws
- 1970 - 1975 Mr. Louis Neefs
- 1976 - 1995 Eddy Avonds
- 1995 - 2002 Erwin Pallemans
- 2002 - 2006 Jan Van Hove
- 2006 - 2013 Raf Van Looveren
- 2013 - 2015 Michel Leveugle
- 2015 - 2024 Kevin Van Giel
- 2024 - heden Raf Van Looveren

#### Jeugdbrassband (JBBK)
- 1976 - 1986 Eddy Avonds
- 1986 - 1990 Luc Van Gorp
- 1994 - 1997 Bart Van Ossel
- 1997 - 1997 Tinne Avonds
- 1998 - 2001 Roger Liekens
- 2001 - 2007 Bart Van Ossel
- 2007 - 2012 Jeroen Corneillie
- 2012 - 2014 Wim Lauryssen
- 2014 - 2018 Raf Van Looveren
- 2018 - 2022 Ward Mangelschots
- 2022 - heden Joram Leys

#### Slagwerkorkest (DTK)
- 1968 - 1981 Toon Wagner
- 1981 - 1994 Rudy Van der Veken
- 1994 - 2004 Jan Moons (Tielen)
- 2005 - heden Marc Nuyts

## Palmares

### Palmares van de Brassband
- 18-09-2005 - Internationale marchingwedstrijd Izegem – Winnaar – 90,7%
- 28-10-2007 – Provinciaal Orkesttornooi – Ereafdeling – 80%
- 11-07-2009 – Wereld Muziek Concours Kerkrade – 3de divisie – Tweede plaats – 92,5%
- 18-04-2010 – Vlaams Open Brassband Kampioenschap Mechelen – D divisie – Winnaar – 92%
- 24-10-2010 – Provinciaal Orkesttornooi – Ereafdeling – 90%
- 12-10-2014 – Provinciaal Orkesttornooi – Uitmuntendheid – grote onderscheiding
- 30-10-2016 – Provinciaal Orkesttornooi – Ereafdeling – onderscheiding
- 21-04-2024 - Vlaams Open Brassband Kampioenschap Mechelen – D divisie – Tweede plaats – 87%

### Palmares van de Jeugd Brassband
- 01-05-2005 – Europees Muziekfestival voor de Jeugd- Eerste prijs Cum Laude (>90%)
- 28-04-2007 – Europees Muziekfestival voor de Jeugd – Eerste prijs Cum Laude (>90%)
- 02-05-2009 – Europees Muziekfestival voor de Jeugd – Eerste prijs Cum Laude (>90%)
- 16-04-2011 – Eurofestival Maasbracht – Meest veelbelovende orkest
- 05-05-2013 – Europees Muziekfestival voor de Jeugd – Eerste prijs (>80%)